# Tiaropsidium mediterraneum
Tiaropsidium mediterraneum är en nässeldjursart som först beskrevs av Ilya Ilyich Mechnikov 1886.  Tiaropsidium mediterraneum ingår i släktet Tiaropsidium och familjen Mitrocomidae. Inga underarter finns listade i Catalogue of Life.